# تپه چیا سه دی
تپه چیا سه دی مربوط به عصر مس - عصر مفرغ است و در شهرستان کوهدشت، بخش کونانی، دهستان زیر تنگ، ۱ کیلومتری غرب روستای کوشکی واقع شده و این اثر در تاریخ ۲۸ اسفند ۱۳۸۵ با شمارهٔ ثبت ۱۸۴۰۱ به‌عنوان یکی از آثار ملی ایران به ثبت رسیده است.